# Nya dikter (Fröding)
Nya dikter är en diktsamling från 1894 av Gustaf Fröding. Diktsamlingen innehåller avdelningarna "Från Värmland" (där dikten "Säv, säv, susa" ingår), "Bibliska fantasier" och "Från när och fjärran". Bland dikterna finns bland annat den ofta citerade dikten "Idealism och realism" samt dikterna "Hans högvördighet biskopen i Växjö" och "I valet och kvalet".